# Julius Kronberg
Julius Kronberg, (Zweden, Karlskrona 1850, Zweden, Stockholm 1921) was een Zweeds kunstenaar.
Kronberg heeft zijn opleiding genoten aan de Kunstacademie in Stockholm in de jaren zestig van de negentiende eeuw. Hij verkreeg een reisbeurs, waardoor hij de mogelijkheid had via Kopenhagen en Düsseldorf naar Parijs te reizen. Gedurende langere tijd verbleef hij in München, waar hij zich ging specialiseren in decoratieve kunst. Later trok hij naar Rome om zich daar verder te verdiepen in de muurschilderkunst. Hij was aangesteld als professor aan de Koninklijke Zweedse Academie voor de Kunsten tussen 1895 en 1898.
Het schilderij Jachtnimf heeft Kronberg bekendgemaakt voor een groter publiek. Tot zijn belangrijkste opdrachten worden de drie plafondschilderingen in het Koninklijk Paleis in Stockholm, Koninklijk theater Dramaten en de decoratie van het Hallwylska Palatset die hij heeft ontworpen en vervaardigd, gerekend. 
Na Kronbergs dood in 1921 werd zijn atelier overgedragen aan Nordiska Museet in Stockholm. Wilhelmina von Hallwyll heeft een verhuizing van het atelier naar het openluchtmuseum Skansen bewerkstelligd en bekostigd. Zijn atelier is alleen in de maand augustus toegankelijk. Kronbergs atelier heeft tevens gediend als achtergrond voor de hoes van het album The Visitors van ABBA uit 1981.

## Werken

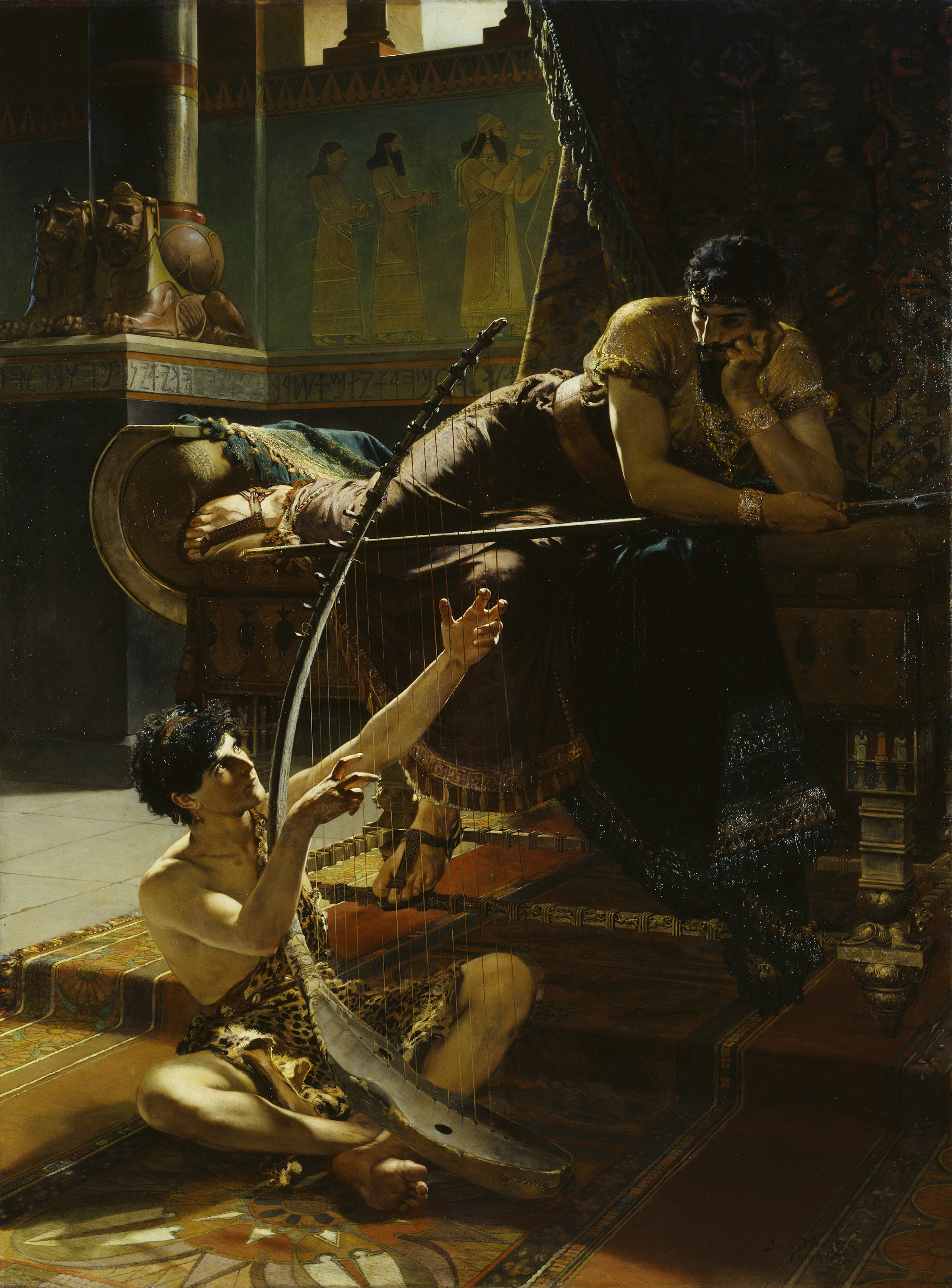
David and Saul (1885)

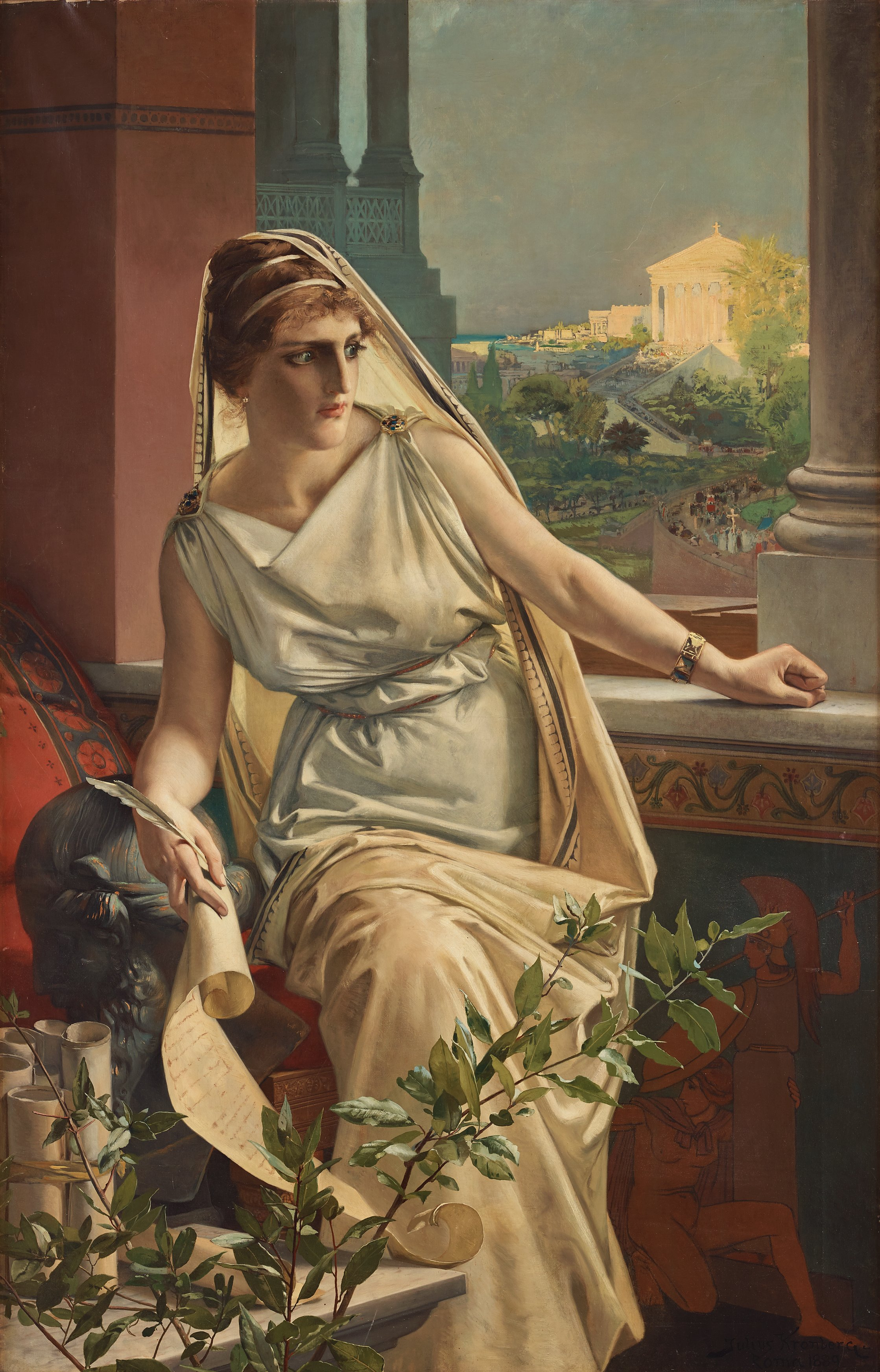
Portret van Hypatia uit 1889

- Gemeinsame Normdatei: 1038283884
- International Standard Name Identifier: 0000 0000 6703 9189
- KulturNav: 6c457236-592e-482a-995a-c7b2325edf82
- Library of Congress Control Number: n2017003137
- MusicBrainz: e204277a-fd53-4575-90e5-1e1939b299f2
- RKD-Nederlands Instituut voor Kunstgeschiedenis: 46542
- LIBRIS: 312686
- SNAC: w6jb3k0d
- Système universitaire de documentation: 191720100
- Union List of Artist Names: 500069075
- Virtual International Authority File: 12294919
- WorldCat: E39PBJrgHrQqbmmwcbTWmYqG73